# NGC 3449
NGC 3449 је спирална галаксија у сазвежђу Шмрк (Пумпа) која се налази на NGC листи објеката дубоког неба.
Деклинација објекта је - 32° 55' 40" а ректасцензија 10h 52m 53,8s. Привидна величина (магнитуда) објекта NGC 3449 износи 11,7 а фотографска магнитуда 12,5. Налази се на удаљености од 45,848 милиона парсека од Сунца. NGC 3449 је још познат и под ознакама ESO 376-25, MCG -5-26-10, IRAS 10505-3240, PGC 32666.